# هاري لينن
هاري لينن (بالإنجليزية: Harry Lunn)‏ هو لاعب كرة القدم الكندية أمريكي، ولد في 1934.